# St. Johannes der Täufer (Wingerode)

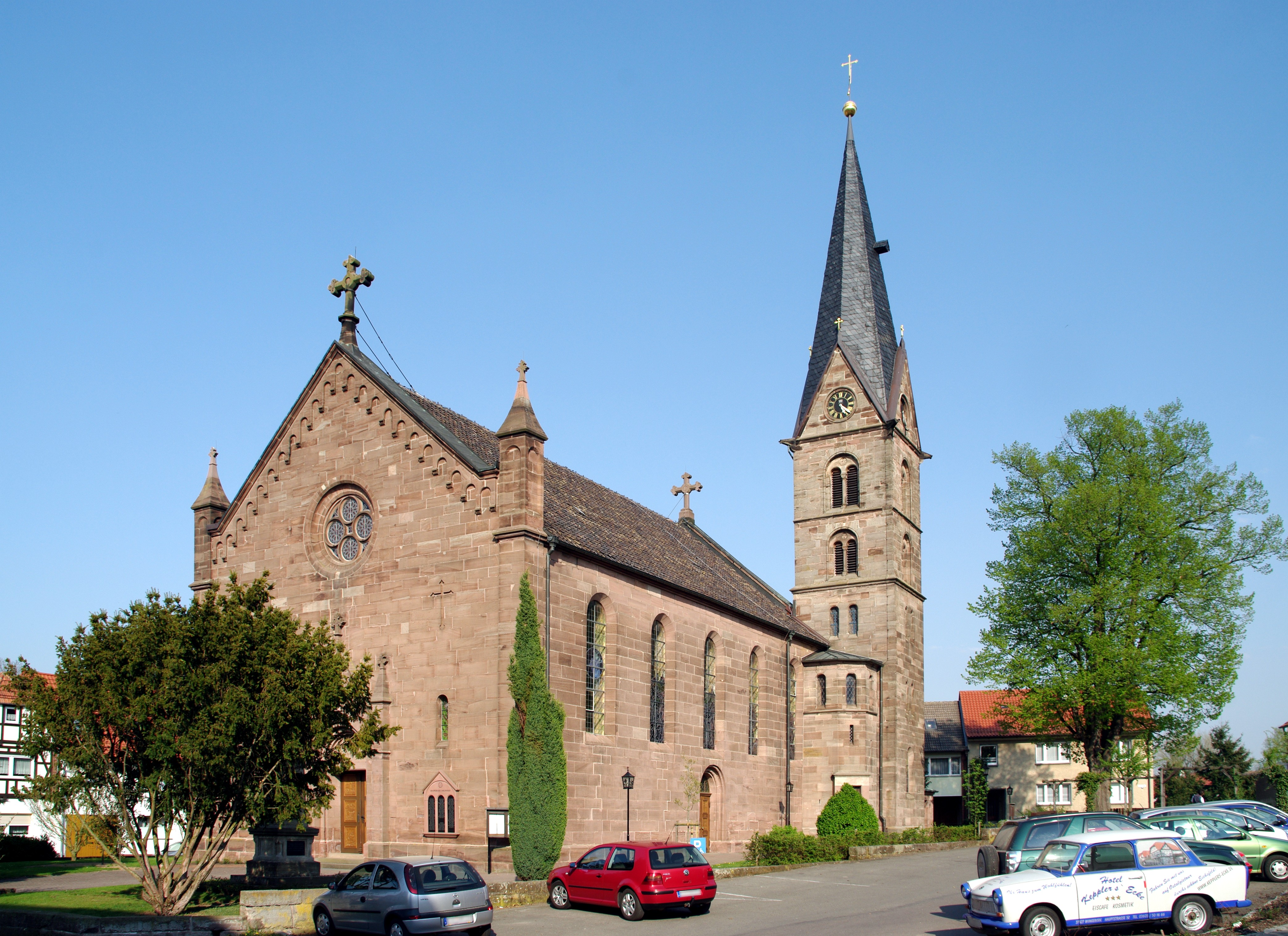
St. Johannes der Täufer

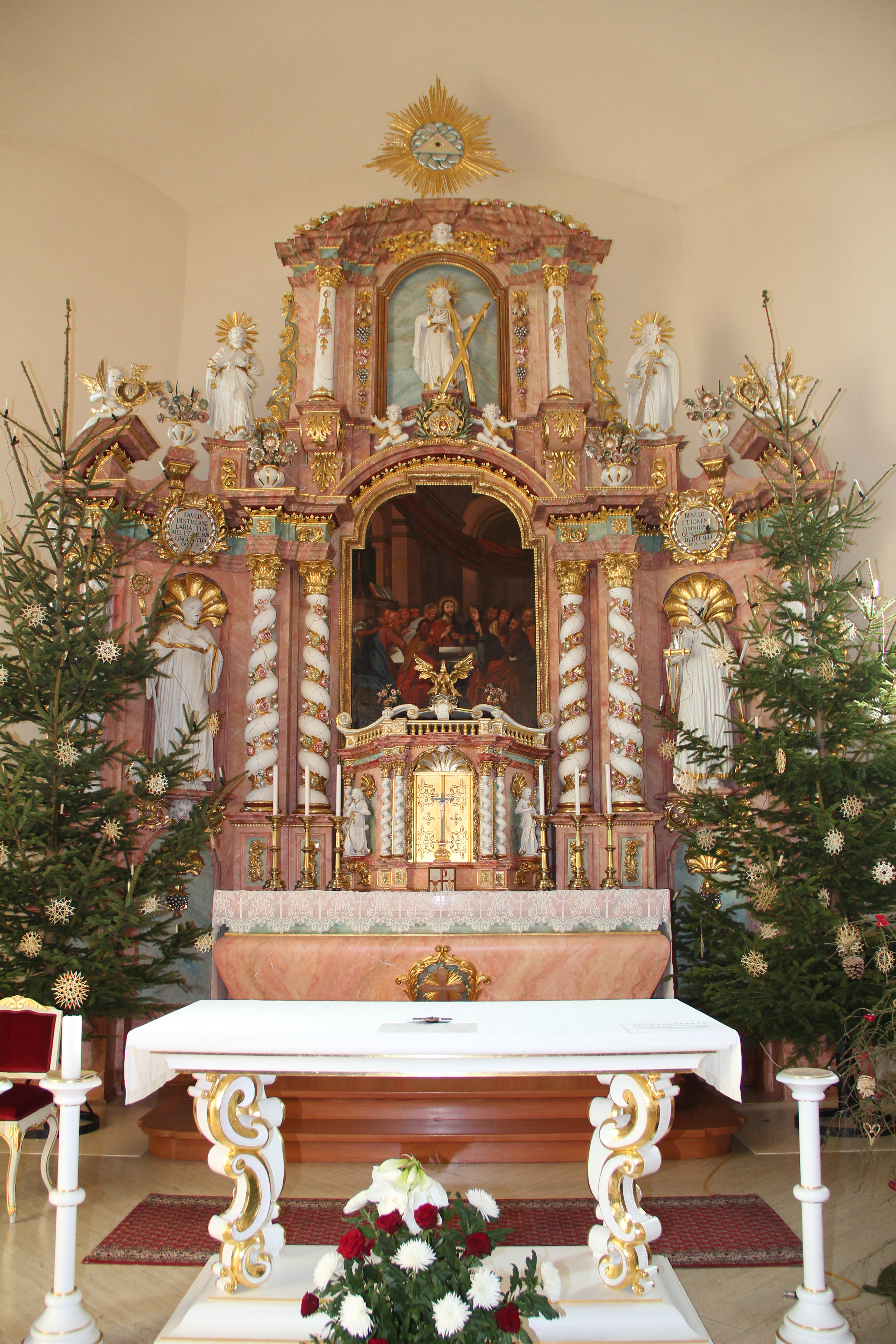
Altar

Die römisch-katholische Filialkirche St. Johannes der Täufer steht in Wingerode im thüringischen Landkreis Eichsfeld. Sie ist die Filialkirche der Pfarrei St. Maria Magdalena Leinefelde im Dekanat Leinefelde-Worbis des Bistums Erfurt. Sie trägt das Patrozinium des heiligen Johannes des Täufers.

## Architektur
Die romanisierende Saalkirche aus Werksteinen mit fünf Achsen des Langhauses wurde 1866–69 an Stelle des Vorgängers von 1688 erbaut, von dem der untere Teil des verputzten Chors erhalten geblieben ist. Die Einweihung erfolgte am 13. Juni 1869 durch Konrad Martin. Der eingezogene Chor hat einen polygonalen Abschluss im Osten. Erst 1876 konnte der Glockenturm mit seinem achtseitigen spitzen schiefergedeckten Helm zwischen Dreiecksgiebeln neben dem Chor an der Südseite über der bisherigen Sakristei erbaut werden, weil an der ursprünglich vorgesehenen Stelle der Baugrund nicht tragfähig war. Die beiden oberen Geschosse des Glockenturms sind durch Kappgesimse gegliedert und haben Biforien. Vom Vorgängerbau ist zudem die Kirchenglocke von 1585 erhalten. Angelehnt an den Glockenturm und an das Langhaus befindet sich ein niedriger Treppenturm. Die Fassade im Westen hat an den Ecken Pfeiler mit Fialen, einen Bogenfries im Giebel und ein zentrales Rundfenster mit Vierpass. Das Portal in einem rundbogigen Gewände wird von einem Wimperg mit Fialen überfangen.
Das Kirchenschiff hat einen offenen Dachstuhl, der Chor ist mit einer Flachdecke mit Gewölberippen auf Konsolen überspannt. Die Emporen wurden 1992 erneuert. Der Chor wird durch einen rundbogigen Triumphbogen vom Kirchenschiff abgesetzt. 

## Ausstattung
Der barocke Hochaltar von 1718 wurde 1815 vom Kloster Beuren hierher überführt. Das Altarretabel zeigt eine Darstellung des Abendmahls Jesu. Links und rechts in muschelförmigen Nischen stehen Holzfiguren von Bernhard von Clairvaux und Benedikt von Nursia. Der Tabernakel hat die Form eines Tempels. Eine Pietà stammt aus dem frühen 16. Jahrhundert. Vier Glasfenster aus dem frühen 20. Jahrhundert zeigen Darstellungen der Notburga, des Bonifatius, der Anna und des Ignatius. 

## Orgel
Die Orgel mit 26 Registern, verteilt auf 2 Manuale und ein Pedal, wurde 1992 von Alexander Schuke gebaut.